# 天寧島聖何塞
天寧島聖何塞（英語：San Jose, Tinian）是北馬里亞納群島天寧島上最大的村莊，聖何塞位於天寧島之南岸，靠近天寧島上的主要港口和三個海灘。聖何塞是天寧島大部分人口的聚居地。根據官方於2010年所做的人口調查數據顯示：居住於聖何塞的總人口數量為3136人。